# 卡伦茨
卡伦茨是德国梅克伦堡-前波莫瑞州的一个市镇。总面积6.83平方公里，总人口277人，其中男性137人，女性140人（2011年12月31日），人口密度41人/平方公里。